# En bit av Georgs hatt
Tidningen Expressens teaterpris, även kallat En bit av Georgs hatt, instiftades år 1987 och delas ut varje år. Den Georg prisets namn syftar på är den framstående skådespelaren Georg Rydeberg (1907–1983). Prisstatyetten formges unikt varje år av konstnären och före detta Dramaten-chefen Marie-Louise Ekman.

## Pristagare
- 1987 – Tomas von Brömssen
- 1988 – Staffan Göthe
- 1989 – Charles Koroly
- 1990 – Peter Oskarson och Allan Edwall
- 1991 – Eva Bergman
- 1992 – Lars Norén
- 1993 – Hilda Hellwig
- 1994 – Staffan Westerberg
- 1995 – Erland Josephson
- 1996 – Bente Lykke Møller
- 1997 – Jasenko Selimovic
- 1998 – Ensemblen i Dramatens uppsättning av Lars Noréns Personkrets 3:1
- 1999 – Mats Ek
- 2000 – Teater Giljotin
- 2001 – Birgitta Englin
- 2002 – Suzanne Osten
- 2003 – Ingvar Hirdwall
- 2004 – Ingela Olsson
- 2005 – Moment: teater
- 2006 – Farnaz Arbabi
- 2007 – Mattias Andersson
- 2008 – Pia Johansson
- 2009 – Jonas Karlsson
- 2010 – Christina Ouzounidis
- 2011 – Alexander Mørk-Eidem
- 2012 – Turteatern
- 2013 – Lars Rudolfsson
- 2014 – Jonas Hassen Khemiri[1]
- 2015 – Lena Endre[2]
- 2016 – Tilde Björfors[3]
- 2017 – Marie Göranzon[4]
- 2018 – Josette Bushell-Mingo[5]
- 2019 – Ensemblen i Dramatens/Kulturhuset Stadsteaterns samproduktion av Tennessee Williams Linje Lusta[6][7]
- 2020 – Alexander Ekman[8]
- 2021 – Lennart Jähkel
- 2022 – Sophia Artin[9]
- 2023 – Alejandro Leiva Wenger
- 2024 – Christina Schollin[10]